# ملاجان فاضلوف
ملاجان فاضلوف (۱۹۱۴-۱۹۷۸) زبان‌شناس تاجیک، استاد دانشگاه ملی تاجیکستان و عضو فرهنگستان علوم تاجیکستان بود.
او که معلول جنگ جهانی دوم بود، نقش مهمی در گرد هم آوردن پژوهشگران در دورهٔ تسلط حزب کمونیست داشت.

## آثار
- ضرب‌المثل‌های تاجیکی، دوشنبه، ۱۹۵۴

- Itogi perestrojki i očerednye zadači Instituta âzyka i literatury Akademii nauk Tadžikskoj SSR
- Luğati rusī-točik : 14 000 kalima
- Russko-tadžikskij slovarʹ : 14000 slov